# Meliscaeva taiwana
Meliscaeva taiwana är en tvåvingeart som först beskrevs av Tokuichi Shiraki 1930.  Meliscaeva taiwana ingår i släktet flickblomflugor, och familjen blomflugor.
Artens utbredningsområde är Taiwan. Inga underarter finns listade i Catalogue of Life.